# Alexander Knuchel
Alexander Knuchel (* 18. Dezember 1869 in Tscheppach; † 15. Januar 1961 in Evilard, reformiert, heimatberechtigt in Tscheppach) war ein Schweizer Unternehmer.

## Leben
Alexander Knuchel wurde am 18. Dezember 1869 als Sohn des Landwirts Niklaus Knuchel in Tscheppach geboren.  Kurz vor 1900 übernahm er die Bieler Buchdruckerei Ernst Kuhn. Im Jahr 1900 gründete er die Schreibbücher- und Papierwarenfabrik Biel, die seit 1945 unter dem Namen Biella-Neher HOLDING AG geführt wird. 1909 erfolgte der Fabrikneubau an der Kontrollstrasse. Knuchel agierte seit 1923 als Mitglied des Verwaltungsrats der Firma, ab 1929 als dessen Präsident und Delegierter.
Alexander Knuchel spielte eine bedeutende Rolle im Wirtschaftsleben der Region Biel, unter anderem als Präsident des Verwaltungsrats der Volksbank Biel sowie als Vorstandsmitglied des Handels- und Industrievereins und der Berner Handelskammer.
Alexander Knuchel, der mit Hedwig, der Tochter des Uhrenindustriellen und Unternehmers Anton Müller, verheiratet war, starb am 15. Januar 1961 einen Monat nach Vollendung seines 91. Lebensjahres in Evilard.